# Paso Lautaro
Paso Lautaro ist eine Meerenge im Archipel der Südlichen Shetlandinseln. Sie trennt das Fort William am westlichen Ende von Robert Island vom vorgelagerten Passage Rock in der Gruppe der Aitcho-Inseln und reicht vom Chaos Reef im Norden bis zum Roca Remolino im Süden.
Chilenische Wissenschaftler benannten sie nach der Lautaro, einem Schiff zahlreicher chilenischer Antarktisexpeditionen ab 1948.